# Groß Buchwald
Groß Buchwald település Németországban, Schleswig-Holstein tartományban. Lakosainak száma 383 fő (2023. december 31.).

## Népesség
A település népességének változása:
| Lakosok száma | 291  | 347  | 345  | 357  | 368  | 383  |
|               | 1975 | 2017 | 2019 | 2021 | 2022 | 2023 |